# Alley cropping
Alley Cropping (aus dem Englischen, auf Deutsch so viel wie bebaute Verbindungsgänge oder bebaute Gassen) ist ein Anbausystem von Baum- bzw. Buschreihen in Abwechslung mit Feldfrüchten oder Futterpflanzen. Es ist eine Methode der Agroforstwirtschaft. Häufig werden für die Gehölzreihen Hülsenfrüchtler (Leguminosen) verwendet. Bei diesem System wird ausgenutzt, dass Bäume tiefere Wurzeln haben und somit eine kurze Trockenzeit überwinden können. Zudem lockern die Wurzeln den Boden auf, und das dichte Blätterdach schützt die niedrigeren Kulturpflanzen in der Regenzeit vor starkem Regen und in der Trockenzeit vor zu starker Sonneneinstrahlung. Da die Bäume regelmäßig zurechtgeschnitten werden, wird ausgeschlossen, dass die Nutzpflanzen darunter zu sehr beschattet werden. Das dadurch anfallende Holz kann als Brennstoff benutzt werden, das Laub als Viehfutter.

## Anwendung
Die Methode des Alley Cropping wurde in den Tropen entwickelt und wird hauptsächlich dort angewendet, da der Boden besser gegen Erosion geschützt ist als bei vollständiger Rodung. Leguminosen verbessern darüber hinaus die Stickstoffversorgung des Bodens. Die Verwendung von Obst- oder Nussbäumen erhöht den Flächenertrag. Die insgesamt erhöhte Biodiversität fördert die Nachhaltigkeit der Bewirtschaftung.
Nur wenn die Pflanzen der Gehölzstreifen das Wachstum der Kulturpflanzen fördern, ist das Anbausystem rentabel. Ein Mehrertrag ist z. B. durch Windschutz möglich. Für eine ökonomische Amortisation der negativen Effekte muss gemäß einer Dissertation aus dem Jahre 2011 der durch Symbioseeffekte erzielte Mehrertrag einer Fruchtfolge Winterraps, Winterweizen, Silomais, Sommergerste auf einem 20 ha großen Schlag mit fünf Gehölzstreifen 3,6 % betragen.
Im Vergleich zum flächenhaften Anbau speichert das Alley Cropping System mehr Kohlendioxid und trägt zur Minderung der Klimaerwärmung bei. Mindererträge können durch Subventionen im Rahmen des Emissionshandels ausgeglichen werden.
Durch die steigende Bedeutung nachwachsender Rohstoffe ist Alley Cropping auch in Europa in den Focus der Agrar- und Forstwissenschaftler geraten. Es wird eine synergistische Kombination von Kurzumtriebsplantagen und Ackerkulturen in ihrer Fruchtfolge angestrebt.

## Nachteile
Beim Alley Cropping wird die effektive Nutzfläche durch die Gehölzreihen reduziert, besonders wenn die Gehölze erst nach mehreren Jahren genutzt werden können. Je früher auch die Gehölzreihen beerntet werden können, desto wirtschaftlicher wird das Kultursystem.
Die Gehölzstreifen behindern die Bearbeitung; – dadurch steigen die Arbeitskosten, welche wiederum durch den Einsatz von Nutztieren reduziert werden können, wodurch in der vorliegenden Konstellation die Gewinnmargen gegenüber einem etwaigen Einsatz maschineller Betriebsmittel aus der traditionellen mechanisierten Landwirtschaft erhöht werden.